# Zilog
A Zilog cég leginkább az 1980-as években tevékenykedett. Ekkor gyártották a Z80 nevű processzorokat, amik nagyon elterjedtek voltak.

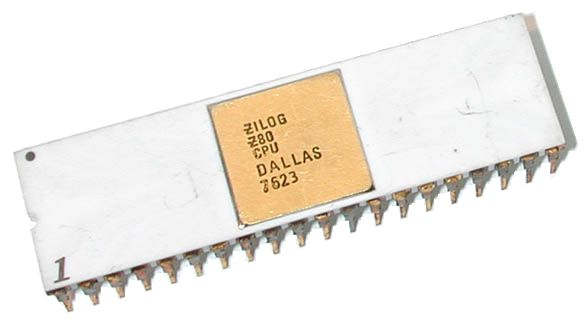
A Z80-as processzor

A processzorral együtt terjedt el a CP/M operációs rendszer; amely bármely gyártó Z80-nal, vagy Intel 8080 CPU-val szerelt gépén működhetett.

## Termékek

### Mikroprocesszorok
- Z80 – 1976 júliusban kezdték meg a gyártását. Az Intel 8080-as újratervezett, elődjével kompatibilis változata. Maximális órajele 2,5 MHz. Gyorsabb változatai: Z80A/Z80B/Z80H rendre 4/6/8 MHz maximális órajellel működhetnek.
- Zilog Z8000 (1979) – 16 bites processzor, nem Z80-kompatibilis.
- Zilog Z800 (1985) – 16 bites processzor, Z80-kompatibilis, MMU, 16 MiB címezhető memória.
- Zilog Z80000 (1986) – a Zilog első 32 bites processzora, a Z8000 utódja; lineáris módban 4 GiB memóriát képes kezelni.
- Zilog Z280 (1987 július) – 16 bites processzor, a Z80 fejlettebb változata, alapvetően egy Z800.
- Zilog Z180 (1986 vége) – 16 bites, Z80-kompatibilis processzor.

### Mikrovezérlő-családok
- Zilog Z380 (1994)
- Zilog Z8 Encore!
- Z8 Encore! XP
- Zilog eZ80 (2001)
- Zilog eZ8  (2005)
- Zilog Z16F, ZNEO, 16 bites mikrokontroller (2006)
- Zilog Z8051  (2011)

### Kommunikációs vezérlők
- Z16017/Z16M17/Z86017 PCMCIA adapter
- Z80382/Z8L382 mikroprocesszor
- Z5380 SCSI protokollvezérlő (controller) (NCR 5380 alapon)
- Z022 sorozat, egycsipes modem

#### Mozgásérzékelés
- ZEPIR0AAS02MODG – ZMOTION(TM) mozgásérzékelő modul
- Z8FS040 – ZMOTION(TM) MCU – mikrokontroller beépített mozgásérzékelő algoritmusokkal
- Z8FS021A – ZMOTION(TM) Intrusion MCU – mikrokontroller beépített behatolásérzékelő algoritmusokkal

### Digitális jelfeldolgozók (DSP)
- Z86295
- Z89 sorozat

### TV vezérlők
- Z90231
- Z90233
- Z90251
- Z90255

#### Line 21 dekóderek
- Z86129/Z86130/Z86131
- Z86228/Z86229/Z86230

#### Egykártyás számítógépek
- Zdots eZ80F91

## Z80-as processzort tartalmazó számítógépek
(Néhány ismertebb típus a számtalan sok közül)
- Sinclair ZX Spectrum – a legismertebb gép (Z80A processzorral)
- Commodore 128 – két processzora van, egy MOS 8502 és egy Z80A, az utóbbit a CP/M kompatibilis üzemmódban használta
- Enterprise 128 – Magyarországon elterjedt angol gép (Z80A processzor, órajele 4 MHz)
- Videoton TVC – magyar gyártmány, a Z80A processzor órajele 3,125 MHz
- Primo – szintén magyar gyártmány, Z80A (vagy NDK utángyártású U880) processzorral

## A Zilog jelene
A ZILOG továbbra is gyártja a Z80 processzorokat, bár gyorsabbakat, más tokozással, belső RAM, és ROM áramkörökkel is. A mikrocontrollerektől eltérően valódi mikroprocesszor, gyakorlatilag programozható I/O portok helyett a teljes rendszerbuszt kivezették. Ma gyártják 50 MHz órajeles változatban, széles körben használják álneveken például mp3, wma stb. lejátszókban, némi Flash memória bővítéssel.